# Wicher Pieters Middel
Wicher Pieters Middel (Noordbroek, 4 februari 1777 - aldaar, 10 maart 1855) was een Nederlandse burgemeester.

## Leven en werk
Middel werd in 1777 in Noordbroek geboren als zoon van Pieter Wichers en van Fennigjen Geerts. Hij was landbouwer in Stootshorn, een buurtschap iets ten westen van Noordbroek. Hij had daar in 1807 een boerderij met landerijen gekocht. In 1808 werd hij benoemd tot secretaris van de gemeente Noordbroek. In december 1841 werd hij benoemd tot secretaris en burgemeester van Noordbroek. In 1848 kreeg hij op zijn verzoek, op 71-jarige leeftijd, eervol ontslag als burgemeester en secretaris van deze gemeente.
Als landbouwer ontving Middel een premie van zes dukaten uitgeloofd door de Maatschappij ter bevordering van den Landbouw voor een verhandeling met als titel "De Stalvoedering is de Vriendin van de Nijverheid". De wijze waarop hij de ideeën van Willem Hora Siccama uit diens werk De bron van rijke groeikracht in praktijk bracht zijn beschreven in het tijdschrift De vriend des vaderlands van de Maatschappij van Weldadigheid.
Middel trouwde op 3 februari 1807 te Noordbroek met Christina Berends van Dilgt uit Groningen. Na haar overlijden in 1815 hertrouwde hij op 28 maart 1822 te Noordbroek met Geessie Arends Post, dochter van een kleermaker uit Zuidbroek. Middel overleed in maart 1855 op 78-jarige leeftijd in zijn woonplaats Noordbroek.